# Белау (Лауэнбург)
Белау (нем. Bälau) — община в Германии, в земле Шлезвиг-Гольштейн.
Входит в состав района Герцогство Лауэнбург. Подчиняется управлению Брайтенфельде. Население составляет 238 человек (на 31 декабря 2010 года). Занимает площадь 6,5 км².